# 양보초등학교
양보초등학교는 대한민국 경상남도 하동군에 있었던 공립 초등학교이다.

## 학교 연혁
- 1907년 4월 12일 사립 일신학교 개교
- 1920년 3월 24일 양보공립보통학교(4년제) 개편(現 한다사중학교 자리)
- 1925년 3월 31일 6년제 개편
- 1938년 4월 1일 양보공립심상소학교 개칭
- 1941년 4월 1일 양보공립국민학교 개칭
- 1946년 9월 30일 박달국민학교 분리
- 1969년 4월 6일 운암국민학교 분리
- 1969년 4월 25일 우복국민학교 분리
- 1981년 3월 5일 병설유치원 개원
- 1996년 3월 1일 양보초등학교로 개칭
- 1999년 4월 1일 운암초등학교, 구 양보초등학교 통합(통합 교명: 양보초등학교)
- 2017년 3월 1일 학교 이전(舊 양보중학교)
- 2022년 1월 4일 제102회 졸업식(총 9,845명)
- 2022년 3월 1일 제30대 김성호 교장 부임
- 2023년 1월 5일 제103회 졸업식(총 9,849명)
- 2023년 2월 28일 폐교

## 학교 상징
- 교화 - 개나리 : 개나리는 물푸레나무과의 낙엽관목으로 영춘화라고도 한다. 봄이 되면 노오랗게 온 강산에 봄 소식을 전해주며 은은하며 아름답고 탐스럽게 피어, 자라나는 양보 어린이들에게 큰 희망을 심어 주고 밝고 아름답게 자라라는 뜻이 있다.
- 교목 - 향나무 : 섬향나무는 측백나무과의 상록 침엽수로 관상용으로 많이 쓰인다. 우리 양보 어린이가 섬향나무의 사철 푸르름을 본받고 양보인으로서 영원한 향기를 갖고 언제나 변치 않는 굳센 기상과 호연지기를 기르자는 뜻과 밝고 아름답게 자라자는 뜻이 있다.
- 교기 - 탁구 : 일정한 규격의 탁구대에서 작고 가벼운 공을 라켓으로 주고 받으며 경쟁하는 경기로 좁은 장소에서 적은 인원이라도 언제나 즐길 수 있는 대중적인 운동이다. 양보 어린이 누구나 함께 즐기며 건강과 체력을 기르고 화합하는데 의의가 있다.

## 참고 자료
- 양보초등학교 - 한국교육학술정보원 학교알리미